# 道の駅あしょろ銀河ホール21
道の駅あしょろ銀河ホール21（みちのえき あしょろぎんがホールにじゅういち）は、北海道足寄郡足寄町にある国道241号および国道242号の道の駅である。

## 概要
1995年（平成7年）に北海道ちほく高原鉄道ふるさと銀河線足寄駅を改築するにあたり、複合施設として建設され、2004年（平成16年）に道の駅に登録された。
足寄駅は2006年（平成18年）に廃止となったため、廃駅後に跡地を用いて施設の拡張が行われている。

## 施設
- 駐車場
  - 北側駐車場
    - キャンピングカー：18台
    - 大型車：10台
    - 二輪車：24台
    - 身障者用：4台
    - 十勝バスバスタッチ

  - 南側駐車場
    - 普通車：55台
    - 軽自動車：9台
    - 身障者用：8台
- トイレ
  - 男：大 6器（3器）、小 11器（5器）
  - 女：13器（5器）
  - 身障者用：2器（1器）

※（）内は24時間利用可能
- エレベーター：1基。ただし、展望室行きのエレベーターは設置されていない。
- ショップ（地場産品販売）
- ベーカリー（焼き立てパン販売）
- レストラン - 足寄町の名物「ラワンブキ」を使ったメニューがある[1]。
- テイクアウトコーナー
- 松山千春コーナー - 足寄町出身の歌手松山千春のステージ衣装などの展示。
- ふるさと銀河線情報展示コーナー
- 十勝バス足寄案内所

## 営業時間
- 4月下旬 - 10月中旬 9:00 - 18:00
- 10月中旬 - 4月下旬 9:00 - 17:00

## 休館日
- 年末年始（12月30日 - 1月3日）

## アクセス
- 国道241号 - 登録路線
- 国道242号重複

## 周辺
- 足寄動物化石博物館
- オンネトー
- 松山千春の生家
- フクハラ足寄店
- ツルハドラッグ足寄店